# البيت المسكون (فلم)
البيت المسكون (بالإنجليزية: Hillbillys in a Haunted House) هو فيلم أميركي رعب كوميدي انتج عام 1967 من إخراج جان ياربرو، وبطولة فرلين هاسكي، باسل راثبون وتدور احداثه في بيت مهجور وسط الغابة، تسكن طابقة السفلي غوريلا.

## روابط خارجية
- مقالات تستعمل روابط فنية بلا صلة مع ويكي بيانات